# Episodi di Gumby (seconda stagione)
La seconda stagione della serie animata Le avventure di Gumby, composta da 88 episodi, è stata trasmessa negli Stati Uniti, in syndication, dal 1º gennaio 1960 al 9 luglio 1968.
In Italia è stata trasmessa dal 1960 sulla TV dei ragazzi di Rai 1.
| n° | Titolo originale                 | Titolo italiano            | Prima TV USA | Prima TV Italia |
| -- | -------------------------------- | -------------------------- | ------------ | --------------- |
| 1  | The Zoops                        |                            |              |                 |
| 2  | Even Steven                      |                            |              |                 |
| 3  | The Glob                         |                            |              |                 |
| 4  | Chicken Feed                     |                            |              |                 |
| 5  | Hidden Valley                    |                            |              |                 |
| 6  | The Groobee                      |                            |              |                 |
| 7  | The Witty Witch                  |                            |              |                 |
| 8  | Hot Rod Granny                   |                            |              |                 |
| 9  | Ricochet Pete                    |                            |              |                 |
| 10 | Northland Follies                |                            |              |                 |
| 11 | The Small Planets                |                            |              |                 |
| 12 | Sad King Ott's Daughter          |                            |              |                 |
| 13 | King for a Day                   |                            |              |                 |
| 14 | Rain for Roo                     |                            |              |                 |
| 15 | Santa-Witch                      |                            |              |                 |
| 16 | Scrooge Loose                    |                            |              |                 |
| 17 | Pigeon in a Plum Tree            |                            |              |                 |
| 18 | Dragon Witch                     |                            |              |                 |
| 19 | Treasure for Henry               | Gumby e il tesoro nascosto |              |                 |
| 20 | Who's What                       |                            |              |                 |
| 21 | The Space Ball                   |                            |              |                 |
| 22 | The Reluctant Gargoyles          |                            |              |                 |
| 23 | Tricky Train                     |                            |              |                 |
| 24 | Siege of Boonesborough           |                            |              |                 |
| 25 | The Missile-Bird                 |                            |              |                 |
| 26 | Good Knight Story                |                            |              |                 |
| 27 | The Blue Goo                     |                            |              |                 |
| 28 | A Hair-Raising Adventure         |                            |              |                 |
| 29 | Goo for Pokey                    |                            |              |                 |
| 30 | Candidate for President          |                            |              |                 |
| 31 | G.F.D. (Gumby's Fire Department) |                            |              |                 |
| 32 | Making Squares                   |                            |              |                 |
| 33 | The Golden Iguana                |                            |              |                 |
| 34 | School for Squares               |                            |              |                 |
| 35 | The Magic Flute                  |                            |              |                 |
| 36 | The Ferris-Wheel Mystery         |                            |              |                 |
| 37 | Mason Hornet                     |                            |              |                 |
| 38 | Prickle's Problem                |                            |              |                 |
| 39 | The Golden Gosling               |                            |              |                 |
| 40 | A Groobee Fight                  |                            |              |                 |
| 41 | The Gumby League                 |                            |              |                 |
| 42 | Pilgrims on the Rocks            |                            |              |                 |
| 43 | Pokey's Price                    |                            |              |                 |
| 44 | Son of Liberty                   |                            |              |                 |
| 45 | Gumby Crosses the Delaware       |                            |              |                 |
| 46 | Of Clay and Critters             |                            |              |                 |
| 47 | Tricky Ball                      |                            |              |                 |
| 48 | Dragon Daffy                     |                            |              |                 |
| 49 | Super-Spray                      |                            |              |                 |
| 50 | The Big Eye                      |                            |              |                 |
| 51 | Lawn Party                       |                            |              |                 |
| 52 | Mystic Magic                     |                            |              |                 |
| 53 | Puppy Dog School                 |                            |              |                 |
| 54 | Puppy Talk                       |                            |              |                 |
| 55 | Moon Madness                     |                            |              |                 |
| 56 | Shady Lemonade                   |                            |              |                 |
| 57 | Prickle Turns Artist             |                            |              |                 |
| 58 | Piano Rolling Blues              |                            |              |                 |
| 59 | Hot Ice                          |                            |              |                 |
| 60 | Haunted Hot Dog                  |                            |              |                 |
| 61 | The Moon Boggles                 |                            |              |                 |
| 62 | Do-It-Yourself Gumby             |                            |              |                 |
| 63 | Behind the Puff Ball             |                            |              |                 |
| 64 | Weight and See                   |                            |              |                 |
| 65 | Pokey Minds the Baby             |                            |              |                 |
| 66 | A Lovely Bunch of Coconuts       |                            |              |                 |
| 67 | Grub Grabber Gumby               |                            |              |                 |
| 68 | All Broken Up                    |                            |              |                 |
| 69 | This Little Piggy                |                            |              |                 |
| 70 | Wishful Thinking                 |                            |              |                 |
| 71 | Turnip Trap                      |                            |              |                 |
| 72 | The Rodeo King                   |                            |              |                 |
| 73 | Gumby Babysits                   |                            |              |                 |
| 74 | El Toro                          |                            |              |                 |
| 75 | Dopey Nopey                      |                            |              |                 |
| 76 | Gold Rush Gumby                  |                            |              |                 |
| 77 | Dog Catchers                     |                            |              |                 |
| 78 | Stuck on Books                   |                            |              |                 |
| 79 | Bully For Gumby                  |                            |              |                 |
| 80 | A Bone for Nopey                 |                            |              |                 |
| 81 | Gabby Auntie                     |                            |              |                 |
| 82 | Foxy Box                         |                            |              |                 |
| 83 | Indian Country                   |                            |              |                 |
| 84 | Tail Tale                        |                            |              |                 |
| 85 | Motor Mania                      |                            |              |                 |
| 86 | Sticky Pokey                     |                            |              |                 |
| 87 | Point of Honor                   |                            |              |                 |
| 88 | The Indian Challenge             |                            |              |                 |